# باش کلدک
باش کلدک (به لاتین: Baş Kəldək) یک منطقه مسکونی در جمهوری آذربایجان است که در شهرستان شکی واقع شده است. باش کلدک ۱۱۱۱ نفر جمعیت دارد.